# Wilhelm Johannsen (Botaniker)

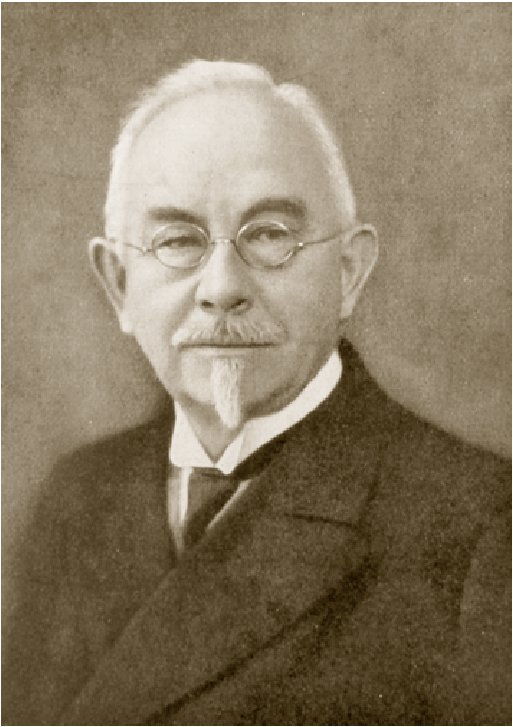
Porträtfoto von Johannsen

Wilhelm Ludvig Johannsen, im Deutschen auch Wilhelm Ludwig Johannsen (* 3. Februar 1857 in Kopenhagen; † 11. November 1927) war ein dänischer Botaniker und Genetiker. Er prägte den Begriff „Gen“ als Träger der Vererbung.

## Leben
Johannsen wurde als Sohn eines Offiziers geboren und studierte an der Universität Kopenhagen sowie in Deutschland und der Schweiz. Er wurde 1892 Lektor und 1903 Professor an der Königlichen Veterinär- und Landwirtschaftsuniversität in Kopenhagen. 1905 wechselte er auf den Lehrstuhl für Pflanzenphysiologie an der Universität Kopenhagen, wo er 1917 zum Rektor gewählt wurde.
Johannsen war seit 1898 Mitglied der Königlich Dänischen Akademie der Wissenschaften und wurde von mehreren Universitäten (unter anderem Lund, Freiburg und Groningen) mit Ehrendoktorwürden geehrt. 1916 wurde er zum Mitglied der American Philosophical Society gewählt. Im Dezember 1924 wurde er als auswärtiges korrespondierendes Mitglied in die Russische Akademie der Wissenschaften aufgenommen.
Johannsen führte 1909 – aufbauend auf dem von William Bateson geprägten Terminus technicus „Genetik“ – den Begriff „Gen“ (von dem griechischen Wort für „gebären“) sowie die weiteren Begriffe „Erbgut“ und „Phänotyp“ (Phaenotypus) sowie Genotypus ein. Außerdem definierte er den Begriff Population.

## Schriften (Auswahl)
- Ueber Erblichkeit in Populationen und in reinen Linien. Ein Beitrag zur Beleuchtung schwebender Selektionsfragen. Gustav Fischer, Jena 1903. (Ganzes Buch. www.biolib.de).
- Elemente der exakten Erblichkeitslehre. Gustav Fischer, Jena 1909. (archive.org).
- The genotype conception of heredity. In: The American Naturalist. Band 45, Nr. 531, März 1911, JSTOR:2455747, S. 129–159.
- Arvelighed i historisk og experimentel belysning. Gyldendal, Kopenhagen 1917.